# Luchthaven Malabo
Luchthaven Malabo of Luchthaven Saint Isabel (SSG, ICAO: FSSL) is een luchthaven bij Punta Europa, Bioko, Equatoriaal-Guinea. De luchthaven is genoemd naar de hoofdstad, Malabo, ongeveer 9 km naar het oosten. Voor de ontdekking van olie binnen de grenzen van Equatoriaal-Guinea in de jaren 90, was de luchthaven een hut met een tinnen dakje dat een internationale vlucht bediende, en voornamelijk gebruikt werd door de overheid. Vandaag de dag wordt het hoofdzakelijk gebruikt door twee groepen: de Petroleum industrie en de constervators. Tijdens de Nigeriaanse burgeroorlog, werd de luchthaven gebruikt als luchtbasis voor Biafra.
Het gebouw met een tinnen dak heeft inmiddels plaatsgemaakt voor een moderne gebouw.

## Luchtvaartmaatschappijen en Bestemmingen
- Air France - Parijs-Charles de Gaulle
- Benin Golf Air - Cotonou, Douala, Libreville, Lomé
- CEIBA Intercontinental - Annobón, Bata, Brazzaville, Cotonou, Douala, Libreville, São Tomé
- Ethiopian Airlines - Addis Abeba, Libreville
- Guinea Ecuatorial Airlines - Bata
- Iberia - Madrid
- Air Europa - Madrid
- Kenya Airways - Douala, Nairobi
- Lufthansa - Frankfurt
- RegionAir - Douala, Pointe-Noire, Port Gentil, Port Harcourt
- Royal Air Maroc - Casablanca, Libreville